# Romain Gijssels
Romain Gijssels (Denderwindeke, 10 marzo 1907 – Parigi, 31 marzo 1978) è stato un ciclista su strada belga.
Professionista dal 1930 al 1936, fu uno specialista delle corse di un giorno ed in particolar modo delle classiche del pavé; vinse due edizioni consecutive del Giro delle Fiandre, 1931 e 1932, una Parigi-Roubaix, una Bordeaux-Parigi ed il Grand Prix Wolber.

## Carriera
Passato professionista con la squadra francese Dilecta-Wolber, formazione con cui corse per tutta la sua carriera salvo una breve parentesi nella belga JB Louvet, si mise in luce come uomo da corse di un giorno arrivando terzo nel Grand Prix Faber ed al Campionati belgi indipendenti.
Nel 1931 fece la sua prima grande accoppiata vincendo il Giro delle Fiandre e il Grand Prix Wolber considerato all'epoca una sorta di antesignano del Campionato mondiale. Durante la stessa stagione ottenne piazzamenti in tutte le maggiori corse in linea francesi: secondo nella Bordeaux-Parigi, terzo nella Parigi-Bruxelles e nella Coppa de Sales, nono nella Parigi-Roubaix. Nelle corse a tappe non ottenne risultati analoghi, fu si terzo nel Criterium des Aiglons dove vinse una tappa, ma al Tour si ritirò senza ottenere piazzamenti.
Nel 1932 realizzò la seconda grande accoppiata della sua carriera, vincendo per il secondo anno consecutivo il Giro delle Fiandre e poi anche la Parigi-Roubaix. In quella stessa stagione vinse altre tre corse, fra cui la Bordeaux-Parigi e fu terzo nel Circuit de Paris e quinto nella Parigi-Bruxelles, inoltre nei campionati mondiali di Roma chiuse al decimo posto assoluto.
Anche nel 1933 vinse tre gare ma non riuscì a ripetersi nelle Classiche monumento arrivando terzo al Giro delle Fiandre e sedicesimo alla Roubaix. Fra gli altri piazzamenti di quella stagione si devono menzionare il secondo posto nel Circuit des As il terzo nella Bordeaux-Parigi ed il settimo nella Parigi-Bruxelles.
Nel 1934 ottenne il suo ultimo successo nella Parigi-Belfort, fu poi secondo nella Parigi-Tours, terzo nel Circuit des As per quanto concerne le prove in linea mentre fu terzo nel Circuit du Morbihan per quanto concerne quelle a tappe. Nel 1934 prese parte anche al Tour de France dove chiuse lontano dalle posizioni di testa, ma fu comunque secondo nella diciannovesima tappa che arrivava a Bordeaux e terzo nella ventesima che si concludeva a La Rochelle.
Nel 1935 un solo piazzamento, il terzo posto nel Circuit des As.
La sua ultima stagione fu nel 1936 chiuse con gli acuti nelle corse che gli avevano dato la fama: quarto nella Parigi-Roubaix e nella Bordeaux-Parigi, ottavo nel Giro delle Fiandre, e decimo nella Parigi-Tours.
Dopo il prematuro ritiro avvenuto a ventinove anni, dovuto più a una scarza volontà di sacrificarsi negli allenamenti, aprì un albergo a Parigi rimanendo nella capitale francese fino alla morte.

## Palmarès
- 1930

1ª tappa Critérium des Aiglons
- 1931

Grand Prix Wolber
Giro delle Fiandre
2ª tappa Critérium des Aiglons
- 1932

Giro delle Fiandre
Parigi-Roubaix
Bordeaux-Parigi
2ª tappa Circuit du Morbihan
- 1933

Marsiglia-Lione
1ª tappa Parigi-Saint Etienne
- 1934

Parigi-Belfort

### Altri successi
- 1930

Criterium di Hekelgem
- 1931

Kermesse di Boom
- 1932

Criterium du Grand Prix des Nations a Luxembpurg
- 1933

Grand Prix Stadt-Sint-Niklaas (Kermesse)

## Piazzamenti

### Grandi giri
- Tour de France

1930: ritirato
1934: 32º

### Classiche monumento
- Giro delle Fiandre

1931: vincitore
1932: vincitore
1933: 3º
1936: 8º
- Parigi-Roubaix

1931: 9º
1932: vincitore
1933: 16º
1934: 18º
1936: 4º

### Competizioni mondiali
- Campionati del mondo

Roma 1932 - In linea: 10º